# گرگینه (فیلم ۱۹۹۹)
«گرگینه» (انگلیسی: Lycanthrope (film)) فیلمی در ژانر ترسناک است که در سال ۱۹۹۹ منتشر شد. از بازیگران آن می‌توان به رابرت کارادین، مایکل وینسلو، ربکا هولدن، و کریستوفر میچوم اشاره کرد.